# Kvasz András

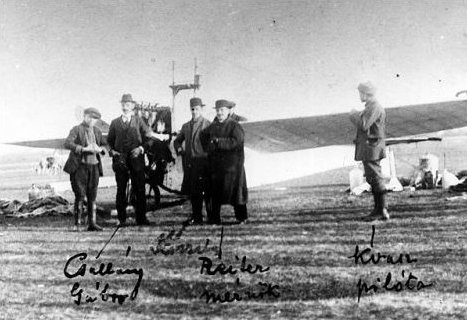
A kép jobb oldalán Kvasz András

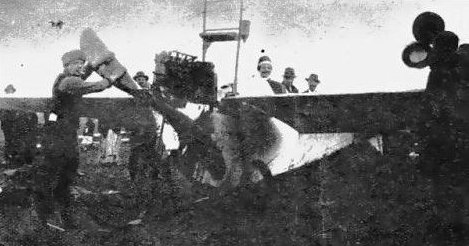
Kvasz András a Kvasz II. repülőgépe

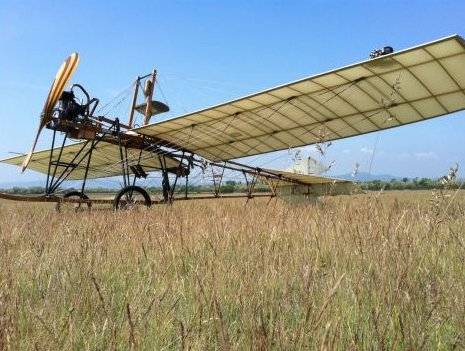
A Kvasz I. újraépített másolata

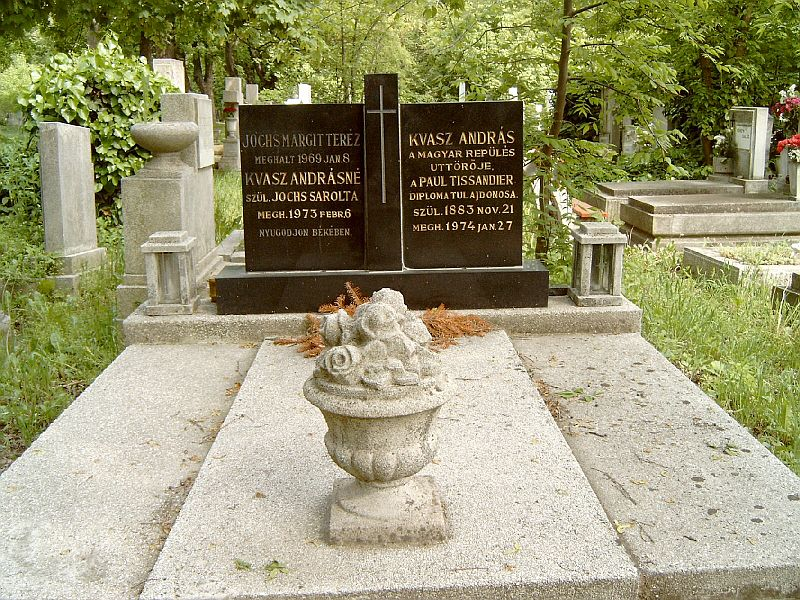
Kvasz András sírja Budapesten. Új köztemető: 46/4-1-297/298.

Kvasz András (Békéscsaba, 1883. november 21. – Budapest, 1974. január 27.) pilóta, repülőgép-szerelő, a magyar aviatika úttörője.

## Életpályája
Békéscsabáról származik az alsó szlovákok családjából. Eredetileg kovácsmester volt, majd technológusi szakképesítést szerzett esti tanfolyamokon. Ezután Budapesten kerékpár- és motorjavító műhelyt nyitott. 1910-től foglalkozott repüléssel: a Rákos-mezőn repült. 1911-ben a Rákos-mező felett végzett körrepüléssel megnyerte a Sacellary György országgyűlési képviselő által kitűzött 500 koronás díjat. A sikert követően országszerte repüléseket hajtott végre 1911–1914 között. A Magyarország 70 helységében végzett bemutató repülésével nagyban hozzájárult a repülés népszerűsítéséhez. Így például 1914. július 21-én szállt le egy nyitrai mezőn a Kvasz András vezette első motoros repülőgép. (Nyitrán rövidesen repülőtér létesült, ahová azután egy felderítő századot és egy vadász ezredet telepítettek.) Az első világháborúban pilótaként harcolt, gépével együtt fogságba esett. A Tanácsköztársaság alatti szerepe miatt később eljárást indítottak ellene. 1924-től a mátyásföldi repülőtéren dolgozott előbb szerelőként, majd portásként. 1949-ben mint a békéscsabai repülőtér gondnoka vonult nyugállományba.

## Kitüntetései
- A Nemzetközi Repülő Szövetség (FAI) kitüntetése (1953)
- A postaügyi miniszter kitüntetései (1969 és 1973)

## Emlékezete
- Utca viseli nevét Budapest XVII. kerületében, a Helikopter lakóparkban, valamint szülővárosában, Békéscsabán.
- Nevét viseli a Kvasz András Békés Megyei Repülő és Ejtőernyős Egyesület.[3]
- Müller Péter könyve Madárember címmel. ISBN 9638654880
- Nevét viseli a MH Ludovika Zászlóalj 5. hallgatói százada.[4]

## Lásd még
- Mátyásföldi repülőtér